# 1788
1788 (MDCCLXXXVIII) var ett skottår som började en tisdag i den gregorianska kalendern och ett skottår som började en lördag i den julianska kalendern.

## Händelser

### Januari

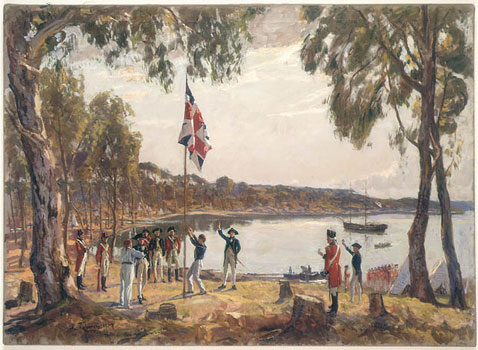
Australiens grundande.

- 2 januari – Georgia blir den 4:e delstaten att ingå i den amerikanska unionen.[1]
- 9 januari – Connecticut blir den 5:e delstaten att ingå i den amerikanska unionen.
- 26 januari – De första straffångarna anländer till New South Wales, den första brittiska straffkolonin på den australiska kontinenten, och landstiger vid Sydney Cove.[2]

### Februari
- 6 februari – Massachusetts blir den 6:e delstaten att ingå i den amerikanska unionen.[3]
- 27 februari – Brand i Ulricehamn, Sverige.[4]

### April
- 28 april – Maryland blir den 7:e delstaten att ingå i den amerikanska unionen.[5]

### Maj
- 9 maj – Slaveriet avskaffas i Storbritannien.
- 23 maj – South Carolina blir den 8:e delstaten att ingå i den amerikanska unionen.[6]
- 25 maj – Gustav III grundar Kongl. Svenska Dramatiska Theatern i Gamla bollhuset.[7]

### Juni
- 20 juni – Gustav III avseglar med svenska hären till Finland.
- 21 juni – New Hampshire blir den 9:e delstaten att ingå i den amerikanska unionen.[8]
- 25 juni – Virginia blir den 10:e delstaten att ingå i den amerikanska unionen.[9]
- 28 juni – I Puumalaintermezzot anfaller kosacker (utklädda svenskar) svenska gränsposteringar, varigenom Gustav III:s ryska krig utbryter, genom svenskt inledande av fientligheterna.

### Juli
- 6 juli – Gustav III begär i ett ultimatum att Ryssland skall återlämna de områden man tagit 1721 och 1743. Han begär också att Krim skall bli turkiskt.
- 12 juli – Svenska hären överskrider Kymmene älv.
- 17 juli – Sjöslaget vid Hogland mellan den svenska och den ryska flottan slutar oavgjort.
- 26 juli – New York blir den 11:e delstaten att ingå i den amerikanska unionen.[10]

### Augusti
- 2 augusti – Svenskarna inleder ett försök att inta Fredrikshamn.
- 3 augusti – Intagningsförsöket misslyckas.
- 9 augusti – Katarina II tillkännager att hon ämnar införliva Finland med Ryssland och göra det till ett ryskt storfurstendöme. Kungens motståndare vill sluta fred och sju finländska officerare skickar den så kallade Liikalanoten om detta till både Katarina II och Gustav III.
- 12 augusti – Missnöjet är stort med att Gustav III har dragit igång kriget och att de svenska motgångarna är så stora, varför 113 adliga officerare gör myteri. På gården Anjala ingår de Anjalaförbundet och författar Anjalaakten, där de kräver att kungen skall sluta fred och inkalla riksdagen.
- 21 augusti – Danmark förklarar Sverige krig, för att fullgöra sina alliansförpliktelser mot Ryssland.

### September
- 14 september – Gustav III talar till dalkarlarna i Mora, likt Gustav Vasa, och vinner deras sympati.
- 29 september – Svenskarna besegras av danskarna i slaget vid Kvistrum.

### Oktober
- 9 oktober – Det engelska sändebudet i Köpenhamn, Elliot, tvingar danskarna att avbryta marschen mot Göteborg. Han tvingar dem också till en veckas stillestånd. Då Preussen blandar sig i förhandlingarna tvingas danskarna dra sig tillbaka till Norge och vapenvilan förlängs.

### Okänt datum
- En lag införs i Sverige som stadgar att socknarna kan vägra inhysehjon eller "något gammalt eller mindre arbetsfört tjänstehjon" inflyttning och mantalsskrivning. Socknarna utnyttjar denna lag för att slippa ta hand om andra än den egna socknens fattiga.
- Orangeribyggnaden Övre Haga uppförs i Hagaparken.

## Födda

### Första kvartalet

#### Januari
- 8 januari – John Canfield Spencer, amerikansk politiker. (död 1855)
- 22 januari – George Gordon Byron, brittisk författare. (död 1824)
- 31 januari – Felice Romani, italiensk poet. (död 1865)

#### Februari
- 10 februari – Johann Peter Pixis, tysk kompositör. (död 1874)
- 22 februari – Arthur Schopenhauer, tysk filosof. (död 1860)
- 28 februari – Ezekiel F. Chambers, amerikansk politiker och jurist, senator 1826–1834. (död 1867)

#### Mars
- 3 mars – William Carroll, amerikansk politiker. (död 1844)

### Andra kvartalet

#### April
- 5 april – Franz Pforr, tysk målare under romantiken. (död 1812)
- 28 april – Charles Robert Cockerell, brittisk arkitekt och arkeolog. (död 1863)

#### Maj
- 15 maj – Neil Arnott, brittisk läkare och fysiker. (död 1874)

#### Juni
- 1 juni – Johann Heinrich Achterfeld, tysk teolog. (död 1877)

### Tredje kvartalet

#### Juli
- 1 juli – Jean-Victor Poncelet, fransk matematiker. (död 1867)

#### Augusti
- 2 augusti – Leopold Gmelin, tysk kemist. (död 1853)
- 8 augusti – William Henry Sleeman, brittisk militär (överste) och kolonialtjänsteman i Indien. (död 1856)

#### September
- 12 september – Charlotte von Siebold, tysk gynekolog. (död 1859)

### Fjärde kvartalet

#### Oktober
- 26 oktober – Thomas R. Ross, amerikansk politiker, kongressledamot 1819–1825. (död 1869)
- 31 oktober – David R. Porter, amerikansk politiker, guvernör i Pennsylvania 1839–1845. (död 1867)

#### November
- 2 november – James Iredell Jr., amerikansk politiker, senator 1828–1831. (död 1853)

#### December
- 18 december – Anders Johan Hipping, finländsk präst och skriftställare. (död 1862)

## Avlidna

### Första kvartalet

#### Januari
- 9 januari – Mathias Elers, 59, svensk politiker.
- 22 januari – Georg Joachim Zollikofer, 57, schweizisk-tysk predikant.
- 28 januari – Alexander Björnberg, 62, svensk militär.
- 31 januari – Karl Edvard Stuart, 67, skotsk och engelsk tronpretendent.

#### Februari
- 17 februari – Maurice Quentin de La Tour, 83, fransk målare.
- 18 februari – John Whitehurst, 74, brittisk geolog.
- 28 februari – Thomas Cushing, 62, amerikansk politiker.

#### Mars
- 2 mars – Salomon Gessner, 57, schweizisk författare och kopparstickare.
- 6 mars – Jakob Haartman, 70, finländsk biskop i Åbo stift sedan 1776.
- 16 mars – Carl Adlerwald, 78, svensk ämbetsman och brukspatron.
- 29 mars – Charles Wesley, 80, engelsk pastor och psalmförfattare.

### Andra kvartalet

#### April
- 3 april
  - Johan Esaias Nilson, 66, tysk miniatyrmålare, kopparstickare och tecknare.
  - Eric Tuneld, 78, svensk geograf.
- 15 april – Mary Delany, 87, engelsk konstnär.

#### Maj
- 2 maj – Antoine de Malvin de Montazet, 74, fransk teolog.
- 7 maj – Metta Lillie, 78, svensk dagboksskrivare.
- 8 maj – Giovanni Antonio Scopoli, 64, italiensk naturforskare.
- 15 maj – Carl Gustaf Löwenhielm, 55, svensk greve och militär.
- 17 maj – Dorothea Biehl, 56, dansk författare och översättare.

#### Juni
- 5 juni – Peder Kofod Ancher, 77, dansk jurist.
- 6 juni – Benjamin Wilson, 66, engelsk grafiker, målare och vetenskapsman.
- 12 juni – Johann Andreas Cramer, 65, tysk teolog.
- 21 juni
  - Johann Georg Hamann, 57, tysk filosof.
  - Carl Rutensparre, 64, svensk sjömilitär.

### Tredje kvartalet

#### Juli
- 3 juli – Wilhelm Carpelan, 88, svensk friherre och militär.
- 16 juli – Elisabeth Gassner, 46, tysk svindlare och tjuv, avrättad.
- 20 juli – Johan Wilhelm Manstadt, 66, svensk skulptör.
- 24 juli – Johan Abraham Gyllenhaal, 37, svensk paleontolog.
- 30 juli – Kajetan Sołtyk, 72, polsk biskop och politiker.
- 31 juli – Carin Du Rietz, 21, svensk militär.

#### Augusti
- 2 augusti – Thomas Gainsborough, 61, engelsk målare.
- 6 augusti – Carl Henrik Furumarck, 61, svensk militär.
- 13 augusti
  - Esma Sultan, 62, osmansk prinsessa.
  - Bolle Willum Luxdorph, 72, dansk jurist och estetiker.
- 26 augusti – Elizabeth Chudleigh, 65, engelsk hovdam och äventyrare.

#### September

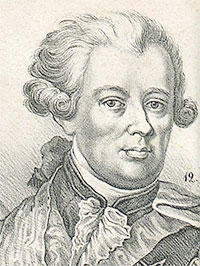
Den svenske författaren och översättaren Christopher Manderström avled den 1 september, 60 år gammal.

- 1 september – Christopher Manderström, 60, svensk ämbetsman, författare och översättare.
- 5 september – Lars Falck, 51, svensk handelsman och brukspatron.
- 10 september – Roland Martin, 62, svensk läkare och professor.
- 11 september – Josef av Portugal, 27, prins av Brasilien, Portugals tronföljare.
- 17 september – Jean-Baptiste Mercier Dupaty, 42, fransk jurist.
- 24 september – Emanuel af Geijerstam, 57, svensk disponent, brukspatron och riksdagsledamot.
- 28 september – Nils Schenmark, 68, svensk astronom och matematiker.

### Fjärde kvartalet

#### Oktober
- 1 oktober – William Brodie, 47, skotsk möbelsnickare och brottsling, avrättad.

#### November
- 2 november – Erik Magnus Lindecrantz, 61, svensk läkare.
- 8 november – Pierre André de Suffren, 59, fransk sjömilitär.
- 12 november – Marie-Marguerite Carreaux de Rosemond, 23, fransk målare.
- 14 november – Giovanni Domenico Maraldi, 79, italiensk-fransk astronom.

#### December
- 4 december – Zakris Livin, 62, svensk militär, jordbrukare och författare.
- 6 december – Nicole Reine Lepaute, 65, fransk astronom och matematiker.
- 14 december
  - Carl Philipp Emanuel Bach, 74, tysk tonsättare.
  - Karl III, 72, kung av Spanien sedan 1759.
- 22 december – Percivall Pott, 74, engelsk kirurg.
- 30 december – Francesco Zuccarelli, 86, italiensk konstnär.

### Fotnoter
1. ↑  World Statesmen (läst 3 april 2011)
2. ↑  World Statesmen
3. ↑  World Statesmen (läst 3 april 2011)
4. ↑  ”Värmlands brandhistoriska klubb”. Arkiverad från originalet den 12 oktober 2011. https://www.webcitation.org/62NB7kO36?url=http://www.brandhistoriska.org/olyckor_se.html. Läst 16 mars 2011.
5. ↑  World Statesmen (läst 3 april 2011)
6. ↑  World Statesmen (läst 3 april 2011)
7. ↑  Sveriges riksdag
8. ↑  Hampshire World Statesmen (läst 3 april 2011)
9. ↑  World Statesmen (läst 3 april 2011)
10. ↑  York World Statesmen (läst 3 april 2011)